# Сыч, Регина Константиновна
Регина Константиновна Сыч (род. 21 июля 1987, Петропавловск-Камчатский) — российская пловчиха, финалистка чемпионата мира 2003 года в Барселоне, призёр чемпионата Европы, восьмикратная чемпионка юношеских чемпионатов Европы, многократная чемпионка России. Владела рекордом России на дистанции 1500 метров вольным стилем, юношескими рекордами России на дистанциях 1500 (22.07.2003) и 800 метров вольным стилем (25.07.2003). Мастер спорта России международного класса.

## Биография
Родилась 21 июля 1987 года в Петропавловске-Камчатском в семье спортсменов. Отец — мастер спорта по боксу, мать — мастер спорта по плаванию. Начала заниматься плаванием в пятом классе. Первый тренер — Елена Николаевна Арсеньева. Именно Елена Николаевна разглядела в девочке талантливую спортсменку. Под руководством тренера Владимира Васильевича Ревякина попала в состав сборной России в 2002 году. Сначала выступала за юношескую команду, далее за основную (взрослую). Тренер — заслуженный тренер СССР и России В. Б. Авдиенко (в Волгограде).

## Образование
Дальневосточный федеральный университет

## Достижения

### Профессиональная карьера
В мае 2000 года выиграла Чемпионат Дальнего Востока сразу в четырёх плавательных дисциплинах, став мастером спорта.
Первенство России среди юниоров в составе команд СДЮШОР и ДЮСШ, Санкт-Петербург (с 7 по 9 декабря 2001 года):
- 100 м вольным стилем 00.58,35 (1 место)
- 200 м вольным стилем 02.06,76 (3 место)
- 400 м вольным стилем 04.25,19 (3 место)

Первенство России среди юниоров, Ростов-на-Дону (с 4 по 7 июня 2002 года):
- 50 м вольным стилем 00.26,68 (1 место)
- 100 м вольным стилем 00.57,48 (1 место)
- 200 м вольным стилем 02.02,39 (1 место)

Международные спортивные юношеские игры стран СНГ, Балтии и регионов России, Москва (с 19 по 23 июня 2002 года):
- 50 м вольным стилем 00.26,80 (1 место)
- 100 м вольным стилем 00.57,55 (1 место)
- 200 м вольным стилем 02.02,98 (1 место)
- 400 м вольным стилем 04.17,40 (1 место)

Первенство Европы среди юниоров, Линц (Австрия), с 11 по 14 июля 2002 года:
- 100 м вольным стилем 00.56,92 (2 место)
- 200 м вольным стилем 02.03,55 (2 место)
- 400 м вольным стилем 04.15,43 (1 место)
- Эстафета 4×100 м вольным стилем (2 место)
- Эстафета 4×100 м комплексное плавание (1 место) CR
- Эстафета 4×200 м вольным стилем (1 место)

Чемпионат Европы по короткой воде, Риза (Германия), с 12 по 15 декабря 2002 года:
- 200 м вольным стилем 02.00,81 (13 место)
- 400 м вольным стилем 04.10,76 (7 место)

Чемпионат России по короткой воде, Липецк (февраль 2003 года):
- 800 м вольным стилем (1 место)

Чемпионат России, Москва (с 21 по 25 апреля 2003 года):
- 200 м вольным стилем 02.02,25 (2 место)
- 400 м вольным стилем 04.13,00 (1 место)
- 800 м вольным стилем 08.37,77 (1 место)
- 1500 м вольным стилем 16.36,82 (1 место)
- Эстафета 4×100 м вольным стилем (1 место) в составе команды Волгограда

Чемпионат мира по водным видам спорта, Барселона (Испания), с 20 по 27 июля 2003 года:
- 400 м вольным стилем 04.13,79 (15 место)
- 800 м вольным стилем 08.39,96 (7 место), предв. - 08.32,86
- 1500 м вольным стилем 16.13,13 (4 место), предв. - 16.23,33 NR
- Эстафета 4×200 м вольным стилем (10 место)

Первенство Европы среди юниоров, Глазго (Шотландия), август 2003 года:
- 200 м вольным стилем (2 место)
- 400 м вольным стилем 04.12,28 (1 место)
- 800 м вольным стилем 08.38,67 (1 место)
- Эстафета 4×200 м вольным стилем (1 место)

Чемпионат Европы по короткой воде, Дублин (Ирландия), с 11 по 14 декабря 2003 года:
- 400 м вольным стилем 04.05,00 (3 место)
- 800 м вольным стилем 08.28,36 (5 место)

Кубок России по плаванию среди Федеральных округов, Казань, с 17 по 20 декабря 2003 года:
- 400 м вольным стилем 04.16,71 (1 место)
- 800 м вольным стилем 08.50,53 (1 место)
- 1500 м вольным стилем 16.49,12 (1 место)
- Эстафета 4×200 м вольным стилем (1 место) в составе команды Волгограда

Этап Кубка мира, Москва (21 января 2004 года):
- 800 м вольным стилем 08.37,15 (2 место)

Чемпионат и Первенство России по плаванию, Москва, с 19 по 23 мая 2004 года:
- 200 м вольным стилем 02.04,68 (8 место), предв. - 02.03,81
- 400 м вольным стилем 04.24,37 (8 место), предв. - 04.22,21
- 800 м вольным стилем 08.53,32 (6 место)
- Эстафета 4×200 м вольным стилем (1 место) в составе команды Волгограда

Чемпионат ДВФО по короткой воде (зональный этап Чемпионата России), Хабаровск (с 7 по 10 февраля 2006 года):
- 50 м вольным стилем 00.26,61 (1 место)
- 100 м вольным стилем 00.57,67 (1 место)
- 200 м вольным стилем 02.02,58 (1 место)
- 400 м вольным стилем 04.16,86 (1 место)
- 800 м вольным стилем 08.51,42 (1 место)
- Эстафета 4×100 м вольным стилем (1 место) в составе сборной Камчатской области
- Эстафета 4×200 м вольным стилем (1 место) в составе сборной Камчатской области

Чемпионат ДВФО (зональный этап Чемпионата России), Владивосток (с 16 по 19 мая 2006 года):
- 50 м вольным стилем 00.27,77 (1 место)
- 100 м вольным стилем 01.00,06 (1 место)
- 200 м вольным стилем 02.10,21 (1 место)
- 400 м вольным стилем 04.30,32 (1 место)
- Эстафета 4×100 м вольным стилем (1 место) в составе сборной Камчатской области
- Эстафета 4×100 м комплексное плавание (1 место) в составе сборной Камчатской области
- Эстафета 4×200 м вольным стилем (1 место) в составе сборной Камчатской области

Чемпионат России, Москва (с 6 по 10 июля 2006 года):
- 50 м вольным стилем 00.28,14 (31 место)
- 100 м вольным стилем 00.58,90 (15 место), предв. - 00.59,01
- 200 м вольным стилем 02.04,96 (4 место), предв. - 02.05,52
- 400 м вольным стилем 04.20,68 (2 место), предв. - 04.26,57

Первенство города, Петропавловск-Камчатский (с 4 по 5 мая 2007 года):
- 100 м баттерфляем 01.08,54 (1 место)
- 200 м баттерфляем 02.30,61 (1 место)

Чемпионат и Первенство области, Камчатская область (5 июля 2007 года):
- 50 м вольным стилем 00.27,58 (1 место)
- 50 м баттерфляем 00.30,39 (1 место)
- 100 м вольным стилем 00.58,62 (1 место)
- 200 м вольным стилем 02.06,58 (1 место)
- 400 м вольным стилем 04.26,60 (2 место)
- 800 м вольным стилем 09.05,80 (1 место)

Чемпионат ДВФО (отбор на Чемпионат и Первенство России), Хабаровск (с 16 по 19 января 2007 года):
- 50 м баттерфляем 00.29,94 (2 место)
- 100 м вольным стилем 00.57,81 (1 место)
- 200 м вольным стилем 02.02,86 (1 место)
- 200 м на спине 02.23,53 (2 место)
- 800 м вольным стилем 08.43,24 (1 место)
- Эстафета 4×100 м вольным стилем (1 место) в составе сборной Камчатской области
- Эстафета 4×200 м вольным стилем (1 место) в составе сборной Камчатской области

Чемпионат ДВФО (май 2007 года):
- 100 м вольным стилем 00.59,05 (1 место)
- 200 м вольным стилем 02.07,54 (2 место)
- 200 м на спине 02.32,85 (3 место)
- 400 м вольным стилем 04.30,12 (2 место)
- 800 м вольным стилем 09.07,51 (2 место)
- 1500 м вольным стилем 17.52,72 (1 место)
- Эстафета 4×100 м вольным стилем (1 место) в составе сборной Камчатской области
- Эстафета 4×200 м вольным стилем (1 место) в составе сборной Камчатской области

Чемпионат России, Москва ( с 21 по 26 июля 2007 года):
- 100 м вольным стилем 01.01,39 (63 место)
- 200 м вольным стилем 02.06,30 (15 место)
- 400 м вольным стилем 04.19,65 (5 место), предв. - 04.22,66
- 800 м вольным стилем 08.53,40 (3 место)

Кубок России по короткой воде, Волгоград (с 31 октября по 3 ноября 2007 года):
- 400 м вольным стилем 04.14,96 (3 место)

Чемпионат России, Москва (с 31 мая по 9 июня 2008 года):
- 400 м вольным стилем 04.18,66 (5 место)
- 800 м вольным стилем 08.43,86 (2 место)

Чемпионат России, Москва (с 25 по 30 апреля 2009 года):
- 400 м вольным стилем 04.17,30 (2 место)
- 800 м вольным стилем 08.55,26 (5 место)
- Эстафета 4×100 м вольным стилем (2 место) команда Санкт-Петербурга

Кубок России по короткой воде, Волгоград (2009 год):
- 400 м вольным стилем 04.09,31 (2 место)
- 800 м вольным стилем 08.34,13 (2 место)

Чемпионат России, Москва (с 4 по 10 мая 2010 года):
- 100 м вольным стилем 00.58,90 (22 место)
- 200 м вольным стилем 02.08,65 (21 место)
- 400 м вольным стилем 04.21,07 (5 место), предв. - 04.24,37
- 800 м вольным стилем 09.02,56 (8 место), предв. - 09.01,94
- Эстафета 4×200 м вольным стилем (1 место) команда Санкт-Петербурга

Чемпионат Российского студенческого союза по плаванию (2010 год):
- 400 м комплексное плавание (2 место)
- Эстафета 4×50 м вольным стилем (1 место)

Чемпионат России, Москва (2011 год):
- Эстафета 4×200 м вольным стилем 09.07,63 (2 место)

Чемпионат России, Москва (2012 год):
- Эстафета 4×200 м вольным стилем 08.28,32 (3 место)

III Всероссийская Летняя Универсиада, Ханты-Мансийск (2012 год):
- Эстафета 4×100 м вольным стилем 03.58,51 (2 место) сборная ДВФУ

III Всероссийская Летняя Универсиада (2 этап), Владивосток (2012 год):
- 50 м вольным стилем 00.28,12 (2 место)
- 100 м вольным стилем 01.01,27 (2 место)
- 100 м баттерфляем 01.07,95 (2 место)
- Эстафета 4×50 м вольным стилем (1 место) в составе команды ДВФУ
- Эстафета 4×100 м вольным стилем (1 место) в составе команды ДВФУ
- Эстафета 4×100 м комплекс (1 место) в составе команды ДВФУ

II этап IV летней Всероссийской Универсиады, Владивосток (с 21 по 23 мая 2014 года):
- 50 м вольным стилем 00.28,47 (3 место)
- 50 м баттерфляем 00.30,56 (3 место)
- 100 м вольным стилем 01.02,24 (2 место)
- Эстафета 4×50 м вольным стилем (1 место) в составе команды ДВФУ
- Эстафета 4×100 м вольным стилем (1 место) в составе команды ДВФУ

### Мастерс
С 2013 года принимает участие в соревнованиях в категории Мастерс, выступает за клуб «Прегель» Калининград.
Является многократной победительницей Кубка России 2013 Мастерс (100, 200, 400 м вольным стилем, призёр 2 место — 50 м вольным стилем). Неоднократная чемпионка Польши, Литвы (с 2014 года).
В 2015 году удачно выступила на Чемпионате мира по водным видам спорта в Казани Мастерс, взяла одно серебро (400 м вольным стилем) и две бронзы (100 и 200 м вольным стилем).
В августе 2017 на Чемпионате мира по водным видам спорта в Будапеште (Венгрия) Мастерс выиграла дистанцию 100 м вольным стилем (59,56), а также завоевала серебряную медаль на дистанции 50 м вольным стилем (27,31), в шаге от призового места остановилась на дистанции 200 м вольным стилем (02.15,06).
В июле 2019 года на Европейских играх мастеров в Турине выиграла три дистанции: 50 м вольным стилем (27,98), 50 м баттерфляем (30,15) и 100 м вольным стилем (1.00,57).
В феврале 2024 года на Чемпионате мира по водным видам спорта в Дохе (Катар) Мастерс стала первой на дистанции 50 м вольным стилем (27,80) и взяла серебро на дистанции 100 м вольным стилем (1.01,02).
Работает тренером по плаванию в Калининграде и продолжает выступать в соревнованиях в категории Мастерс.